# Coupe d'Irlande féminine de football 2013
Navigation
Édition précédente Édition suivante
La Coupe d'Irlande de football féminin 2013 est la 25e édition de la Coupe d'Irlande féminine de football organisée par la Fédération d'Irlande de football. 

## Déroulement de la compétition
Quatre tours sont organisés pour déterminer le vainqueur de la compétition.
Les clubs disputant la compétition sont les clubs engagés dans le championnat d'Irlande de football féminin et cinq équipes issues des championnats régionaux.
Le premier tour est déterminé par tirage au sort. Quatre équipes sont exemptées, les huit autres s'affrontent pour accéder au deuxième tour. Les quatre équipes exemptées sont Castlebar Celtic, Peamount United, Raheny United, Wexford Youths Women.

### Nombre d'équipes par divisions et par tour
12 équipes participent à cette édition de la Coupe d'Irlande.

### Calendrier
- Premier tour le 21 juillet 2012
- Quarts de finale le 8 septembre 2012
- Demi-finale le
- Finale le

## Premier tour
Le tirage au sort du premier tour a lieu le 25 mai 2013. Les matchs se déroulent le 21 juillet 2013.
| Club recevant   | Score   | Club visiteur    |
| --------------- | ------- | ---------------- |
| Lifford Ladies  | forfait | Shelbourne FC    |
| St. Catherine's | 0-4     | DLR Waves        |
| Shamrock Rovers | forfait | Mungret Regional |
| Wilton United   | 3-0     | Cork Women's FC  |

## Quarts de finale
Le tirage au sort des quarts de finale a lieu le 25 juillet 2013. Les matchs se déroulent le 8 septembre 2013.
| Club recevant      | Score | Club visiteur              |
| ------------------ | ----- | -------------------------- |
| Shamrock Rovers    | 1-3   | Wexford Youths Women's AFC |
| DLR Waves FC       | 4-0   | Wilton United FC           |
| Raheny United      | 4-2   | Peamount United FC         |
| Lifford Ladies AFC | 0-7   | Castlebar Celtic FC        |

## Demi-finales
| Club recevant              | Score | Club visiteur       |
| -------------------------- | ----- | ------------------- |
| Wexford Youths Women's AFC | ?     | Castlebar Celtic FC |
| Raheny United              | ?     | DLR Waves FC        |

## Finale
La finale oppose Raheny United à Castlebar Celtic. Le match se déroule à l'Aviva Stadium en levé de rideau de la finale masculine qui oppose Drogheda United et les Sligo Rovers. Elle est arbitrée par Marie Ward, arbitre internationale, qui officie là pour sa deuxième finale après cette de 2011 entre St Catherine's et Wilton.
| Finale           | Raheny United | 3-2             | Castlebar Celtic FC | Aviva Stadium, Dublin                    |                                          |
| 3 novembre 12:20 | Ciara Grant 37e · Caroline Thorpe 84e · Kim Flood 95e (csc) | (1-0, 2-2, 3-2) | Emma Mullin 67e · Deirdre Doherty 89e | Spectateurs : 200 Arbitrage : Marie Ward | Spectateurs : 200 Arbitrage : Marie Ward |
| 3 novembre 12:20 | Niamh Reid Burke, Pearl Slattery, Kerry Ryan, Rachel Graham, Sinead O'Farrelly, Siobhán Killeen, Caroline Thorpe, Ciara Grant, Katie McCabe, Rebecca Creagh , Noelle Murray. | Équipes         | Caoimhe O'Reilly, Katie Walsh , Kim Flood, Aisling Egan, Nicole Fowley, Yvonne Hedigan, Emma Hansberry, Rachel King, Sarah Rowe, Sarah McGeogh, Aileen Gilroy. | Spectateurs : 200 Arbitrage : Marie Ward | Spectateurs : 200 Arbitrage : Marie Ward |